# 遷延性意識障害
遷延性意識障害（せんえんせいいしきしょうがい）とは、重度の昏睡状態を指す症状。植物状態（しょくぶつじょうたい）、通称ベジといわれる状態のこと。持続的意識障害、持続的植物状態（英: persistent vegetative state）ともいわれる。

## 定義
日本脳神経外科学会による定義（1976年）
1. 自力移動が不可能である。
2. 自力摂食が不可能である。
3. 糞・尿失禁がある。
4. 声を出しても意味のある発語が全く不可能である。
5. 簡単な命令には辛うじて応じることもできるが、ほとんど意思疎通は不可能である。
6. 眼球は動いていても認識することはできない。

以上6項目が、治療にもかかわらず3か月以上続いた場合を「遷延性意識障害」とみなす。

## 原因

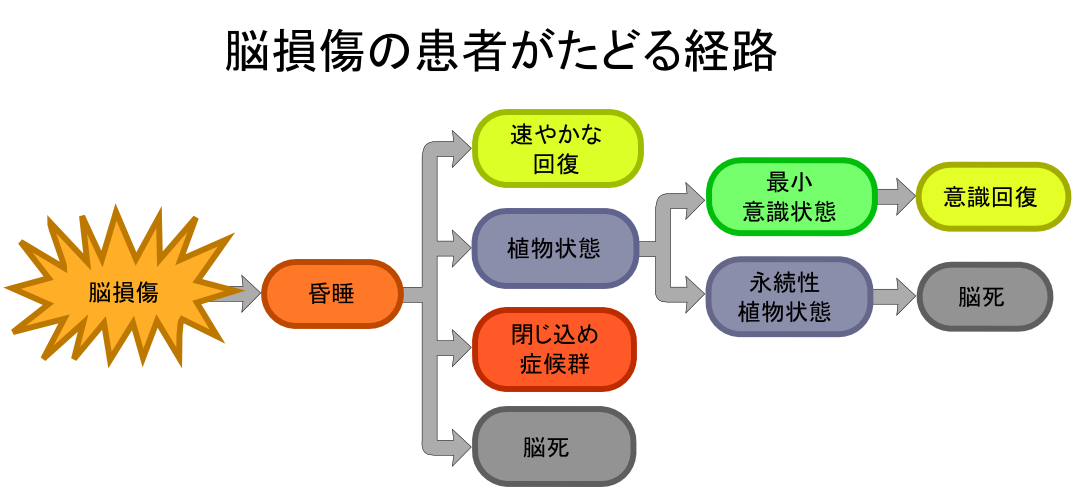

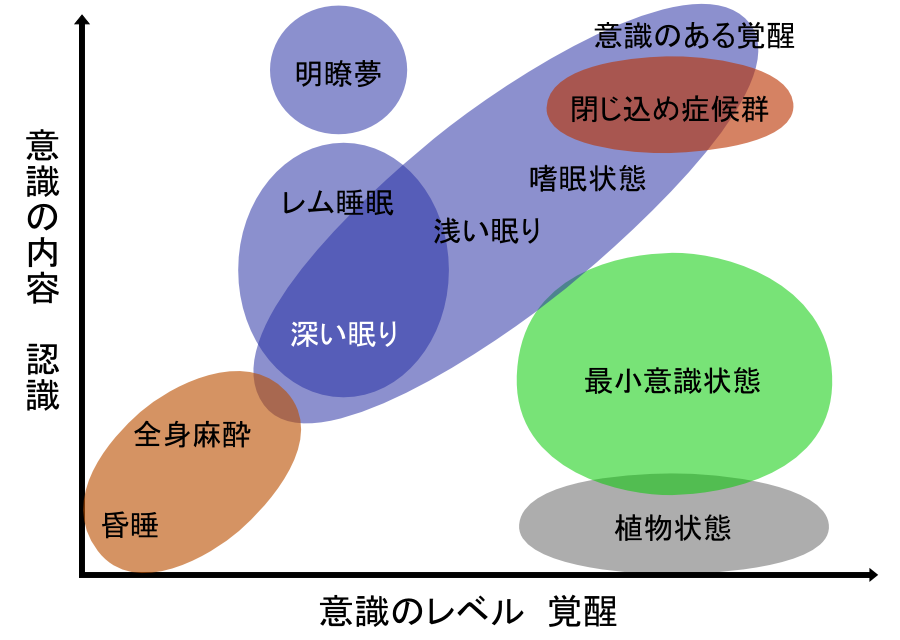

大脳の全面的または大部分または広範囲が壊死または損傷することにより発症する。主要な原因は下記の種類である。
- 頭部外傷による脳挫傷、びまん性軸索損傷。
- 脳梗塞・脳出血・クモ膜下出血。
- 心筋梗塞などの心臓疾患、胸部への衝撃、毒物摂取、窒息・酸欠などによる心肺停止による血流・酸素供給の一時的な途絶、5分以上の場合は可能性が高くなる。
- 脳腫瘍
- 脳炎・髄膜炎

## 植物状態と脳死の差異
「植物状態」は、一般的には脳の広範囲が活動できない状態にあるが、辛うじて生命維持に必要な脳幹部分は生きている状態のこと。植物状態では自発呼吸があり、脳波も見られる。遷延性意識障害になった後に、意識が回復した事例は多数報告されている（下記の回復の可能性の節、日本の治療施設と回復実績の節を参照）。
一方脳死は生命維持に必要不可欠な脳幹機能が不可逆的に損傷している状態のこと。脳死の場合は意識は回復せず、しばらくすると心拍や呼吸も停止して死に至る。ただ、自発呼吸や脳波が確認される場合がある。その場合は一概に脳死と断定することはできない。

## 意識とコミュニケーション
英ケンブリッジ大のエードリアン・オーウェン博士によると、正常な意識があり、脳スキャナーによって思考の伝達が可能な植物状態の患者もいる。ただし、この場合でも今のところ、こちらが出す質問に「はい/いいえ」と回答してもらうのが限界であり、複雑な会話はできない。

## 回復の可能性
遷延性意識障害になった後の意識の回復症例は、下記の治療施設と回復実績の節に記載されているように、臨床の現場から多数報告されている。回復の可能性は、植物状態になった原因により、一般的には、頭部外傷＞脳卒中＞低酸素脳症であり、患者の年齢的には年齢が若いほど高くなる傾向がある。回復の程度は、最小意識状態、高次脳機能障害、知的障害、発症前と同等の健常者状態など多様である。
有名人の事例として、F1レーサーであったミハエル・シューマッハは2013年12月29日に、スキー中の事故で脳を損傷し、意識が回復せず遷延性意識障害状態になったが、事故から5か月と18日(169日)後の2014年6月9日に意識を回復してリハビリ病院に転院してリハビリを開始し、事故から8か月と11日(254日)後の2014年9月9日に退院して自宅に戻り在宅療養・リハビリに移った。
2014年11月〜12月の時点で、シューマッハの主治医、家族、マネージャーは、シューマッハの回復状況に関する報道で、シューマッハの主治医であるジェラール・サイヤンはFIAの広報担当者を通じAFP通信に対して、マネージャーであるザビーネ・ケームはドイツの新聞ビルトに対して、サイヤン、ケーム、シューマッハの妻であるコリーナらによる公式発表などの一次情報の出典がない伝聞による情報・報道は信ぴょう性がないと述べている。ケームは2014年11月23日時点で、ドイツのテレビ放送RTLに対して、シューマッハの状態は「ケガの深刻さに合った進歩」をしているが、事故前の健常者だった状態に回復する可能性や、回復にかかる時間は、現時点では断言できない、どの程度まで回復するにしても、長い時間がかかり、困難な過程になると予想されると述べた。

## 治療施設と回復実績

### 自動車事故対策機構の業務提携病院
交通事故の場合には被害者が脳に激しい衝撃を受けて遷延性意識障害になる例が多いことから、事故被害者の支援業務を行う独立行政法人自動車事故対策機構 (NASVA)では、交通事故による遷延性意識障害者を、植物状態からの回復を目指した治療・看護を行なう専門の療護センター（病院）を、千葉県千葉市、宮城県仙台市、岡山県岡山市、岐阜県美濃加茂市、北海道札幌市、福岡県久留米市、大阪府泉大津市、前記の全国7か所の病院と業務提携して設置・運営している。
1984年2月に最初の病棟が開設されて以来、2016年12月31日までの33年間に、下記の8病院290床合計で、累計で1,415人の患者を受け入れ、累計で1,171人の退院者のうち、372人(31.8%)が遷延性意識障害から回復して退院、701人(59.9%)は遷延性意識障害が回復せずに退院、98人(8.4%)は死亡による退院が報告されている（回復退院率・非回復退院率・死亡退院率は小数第2位で四捨五入して小数第1位で表記しているので、全体の合計が100.0にならない場合がある。）。
千葉県千葉市にある医療法人社団誠馨会の千葉療護センターは、1984年2月の開設、80床。
宮城県仙台市にある一般財団法人広南会の東北療護センターは、1989年8月の開設、50床。
岡山県岡山市北区にある社会福祉法人恩賜財団済生会支部岡山県済生会の岡山療護センターは、1994年6月の開設、50床。
岐阜県美濃加茂市にある社会医療法人厚生会の中部療護センターは、2001年7月の開設、50床。
北海道札幌市にある社会医療法人医仁会の中村記念病院は、2007年12月の開設、12床。
福岡県久留米市にある社会医療法人雪聖母会の聖マリア病院は、2007年12月の開設、20床。
大阪府泉大津市にある泉大津市立病院は、2013年1月の開設、16床。
神奈川県茅ヶ崎市にある湘南東部総合病院は、2013年1月の開設、12床。
愛知県豊明市にある藤田医科大学病院は、2018年1月の開設、5床
石川県野々市市にある金沢脳神経外科病院は、2019年1月の開設、5床
愛媛県松山市にある松山市民病院は、2020年2月の開設、5床

### 藤田医科大学医学部
藤田医科大学医学部脳神経外科では、遷延性意識障害患者に対する意識回復のための治療方法として、脊髄後索電気刺激(Dorsal Column Stimulation)療法と、上位頸髄損傷や中枢性呼吸障害に対する呼吸ペースメーカー(横隔膜ペーシング)療法により、1985年〜2009年まで24年間に下記の患者139人中96人(69.1%)の回復事例が報告された。
外傷による患者64人中、11人(17.1%)は言語理解・意思疎通・経口摂取・随意運動が可能な状況まで回復し、34人(53.1%)は追視・限定的嚥下・感情表出・筋肉の緊張緩和の状況まで回復した。
脳卒中による患者33人中、7人(21.2%)は言語理解・意思疎通・経口摂取・随意運動が可能な状況まで回復し、17人(51.5%)は追視・限定的嚥下・感情表出・筋肉の緊張緩和の状況まで回復した。
低酸素脳症による患者42人中、5人(11.9%)は言語理解・意思疎通・経口摂取・随意運動が可能な状況まで回復し、22人(52.4%)は追視・限定的嚥下・感情表出・筋肉の緊張緩和の状況まで回復した。

### 植物状態からの回復に関する臨床論文
アメリカ合衆国保健福祉省（Department of Health and Human Services）のアメリカ国立衛生研究所（NIH）のアメリカ国立医学図書館（NLM）の国立生物工学情報センター（NCBI）が運営している医学論文検索エンジンPubMedには2024年5月25日時点で、遷延性意識障害からの意識回復に関する臨床論文は、vegetative state , recovery のキーワード2語で検索すると1271本登録されている。

### ゾルピデム
睡眠導入薬として処方されることの多いゾルピデムにより昏睡状態から回復する報告があったことから現在臨床試験が行われている。

## 植物状態だった有名人の事例
- ウラジーミル・レーニン（1870年4月生 - 1924年1月没）ソビエト連邦最高指導者 1922年5月(52歳)に脳卒中で右半身麻痺になり、1922年12月(52歳)に2回目の脳卒中で寝たきりになり、1923年3月に52歳で3回目の脳卒中で高次脳機能障害になり、1924年1月に53歳で死亡した。
- ヨシップ・ブロズ・チトー（1892年5月生 - 1980年5月没）ユーゴスラビア大統領 1980年1月に糖尿病の進行で寝たきりになり、5か月後の1980年5月に87歳で多臓器不全、肺炎、心不全で死亡した。
- アリエル・シャロン（1928年生 - 2014年1月没）イスラエル首相 2006年1月に77歳で脳卒中で遷延性意識障害になり、8年後の2014年1月に85歳で低酸素脳症による多臓器不全で死亡した。
- 松本サリン事件の被害者で河野義行の妻である河野澄子は、1994年6月に46歳でサリンの被害により一時的に心肺停止し、病院での蘇生措置で心拍と自発呼吸は再開したが意識は回復せず、経管栄養療法で生命を維持していたが、意識を回復することなく、事件から14年後の2008年8月に60歳で低酸素脳症による多臓器不全で死亡した。
- インドの看護師アルナ・シャンバグ（Aruna Shanbaug）は1973年11月(24歳)に性犯罪の被害で植物状態になり、意識が回復しない状態で経管栄養療法で41年6月生存し、2015年5月に66歳で肺炎で死亡した[24][25]。
- カレン・クィンラン（1954年3月生 - 1985年6月没）アメリカ合衆国 1975年に21歳で薬物の影響で一時的な心肺停止状態になり、その後蘇生措置で心拍は再開したが植物状態になり、人工呼吸器と経管栄養で生命維持されていた。両親はカレンを安楽死させたいと人工呼吸器の取り外しを主張したが、医師団が拒否したので、人工呼吸器の取り外しを求める訴訟を起こし、裁判所はカレンの両親の主張を認めて人工呼吸器の取り外しを承認する判決をした。判決に基づいて、医師団が人工呼吸器を取り外したが、カレンに自発呼吸能力が維持されていたので、その後も経管栄養療法により9年間生き続けて、植物状態になってから10年後の1985年に31歳で肺炎で死亡した。
- ヨハン・フリーゾ・ファン・オラニエ＝ナッサウ（1968年生 - 2013年8月没）オランダ王子 2012年2月(43歳)にオーストリアでスキー中に雪崩に巻き込まれて低酸素脳症で遷延性意識障害になり、2012年3月にロンドンの病院に転院して回復のための治療を受けていたが、2013年7月に意識が回復しないまま退院してオランダのハーグの自宅に戻され、2013年8月に44歳で低酸素脳症による多臓器不全で死亡した[26][27]。
- ミハエル・シューマッハ（1969年1月生 - ）ドイツの自動車レースドライバー 2013年12月に44歳でフランスでスキー中の事故で外傷性の遷延性意識障害になり、2014年6月に45歳で意識を回復してリハビリを開始し、2014年9月に45歳で退院して自宅療養に移行したが、2014年1月5日時点で事故以前の意識状態までは回復していない[28][7][8][5][6]。
- ジュール・ビアンキ（1989年8月生 - 2015年7月没）フランスの自動車レースドライバー 2014年10月に25歳で日本でF1レース中の事故で外傷性のびまん性軸索損傷、遷延性意識障害になり、2014年11月(25歳)にフランスの病院に転院して、遷延性意識障害からの回復のための治療を受けていたが、2015年7月に25歳で死亡した[29][30]。
- オットー・ワームビア（1994年12月生 - 2017年6月没）アメリカ合衆国のバージニア大学学生。北朝鮮当局にポスターをはがした罪で拘束され、強制労働刑を言い渡されて服役中に昏睡状態となり、そのまま帰国し、その後死亡した。